# NIMP 15

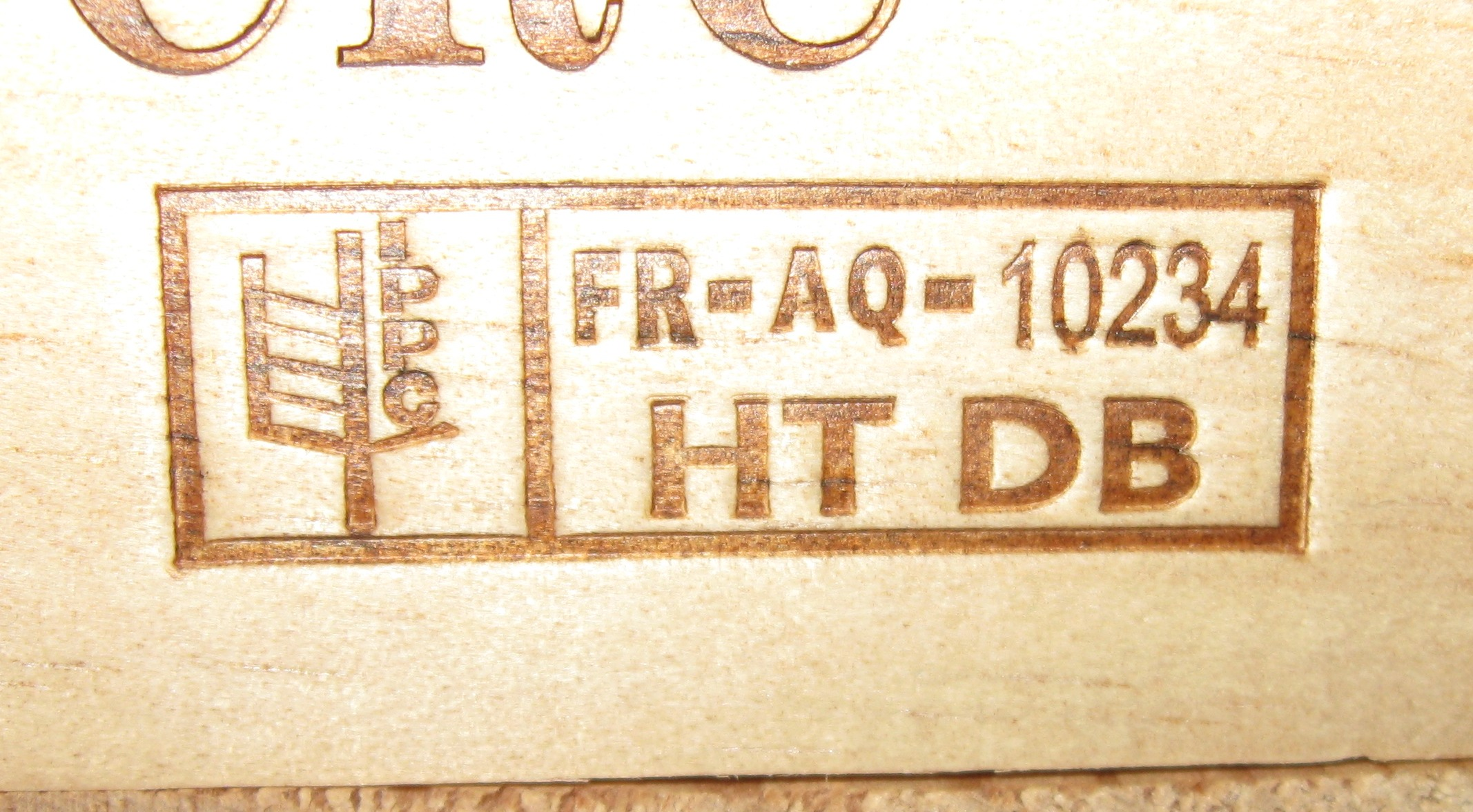
Logo IPPC sur une caisse de vin de France, région d'Aquitaine (AQ), écorcé (DB) et traité thermiquement (HT).

Les Normes internationales pour les mesures phytosanitaires 15 (NIMP 15), ou International Standards For Phytosanitary Measures No. 15 (ISPM 15) en anglais, sont une mesure phytosanitaire internationale élaborée par la Convention internationale pour la protection des végétaux (CIPV, ou en anglais IPPC, que l'on retrouve sur le logo), qui aborde directement la nécessité de traiter les matériaux en bois massif d'une épaisseur supérieure à 6 mm, utilisée pour expédier des produits entre les pays. Son objectif principal est d'empêcher le transport international et la propagation des maladies et des insectes qui pourraient affecter de façon négative les plantes ou les écosystèmes. NIMP 15 affecte tout le matériel d'emballage en bois (palette de manutention, caisses, dunnages, etc.) en exigeant qu'il soit écorcé (« DB » pour debarked) et puis traité thermiquement (« HT » pour heat treated)  ou par fumigation au bromure de méthyle (« MB » pour methyl bromide) et estampillé ou marqué, avec une marque de conformité.

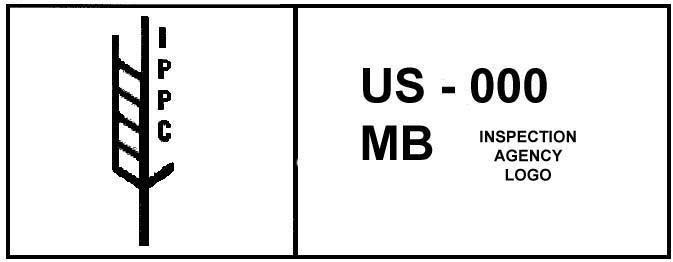
Exemple de logo pour du bois en provenance des États-Unis, traité avec du bromométhane (noté MB), qui n'est plus utilisé en Europe depuis 2010.

Depuis le 18 mars 2010, l'utilisation du bromure de méthyle dans l'Union européenne est interdite pour la plupart des usages, y compris les fumigations de quarantaine et avant expédition de produits.

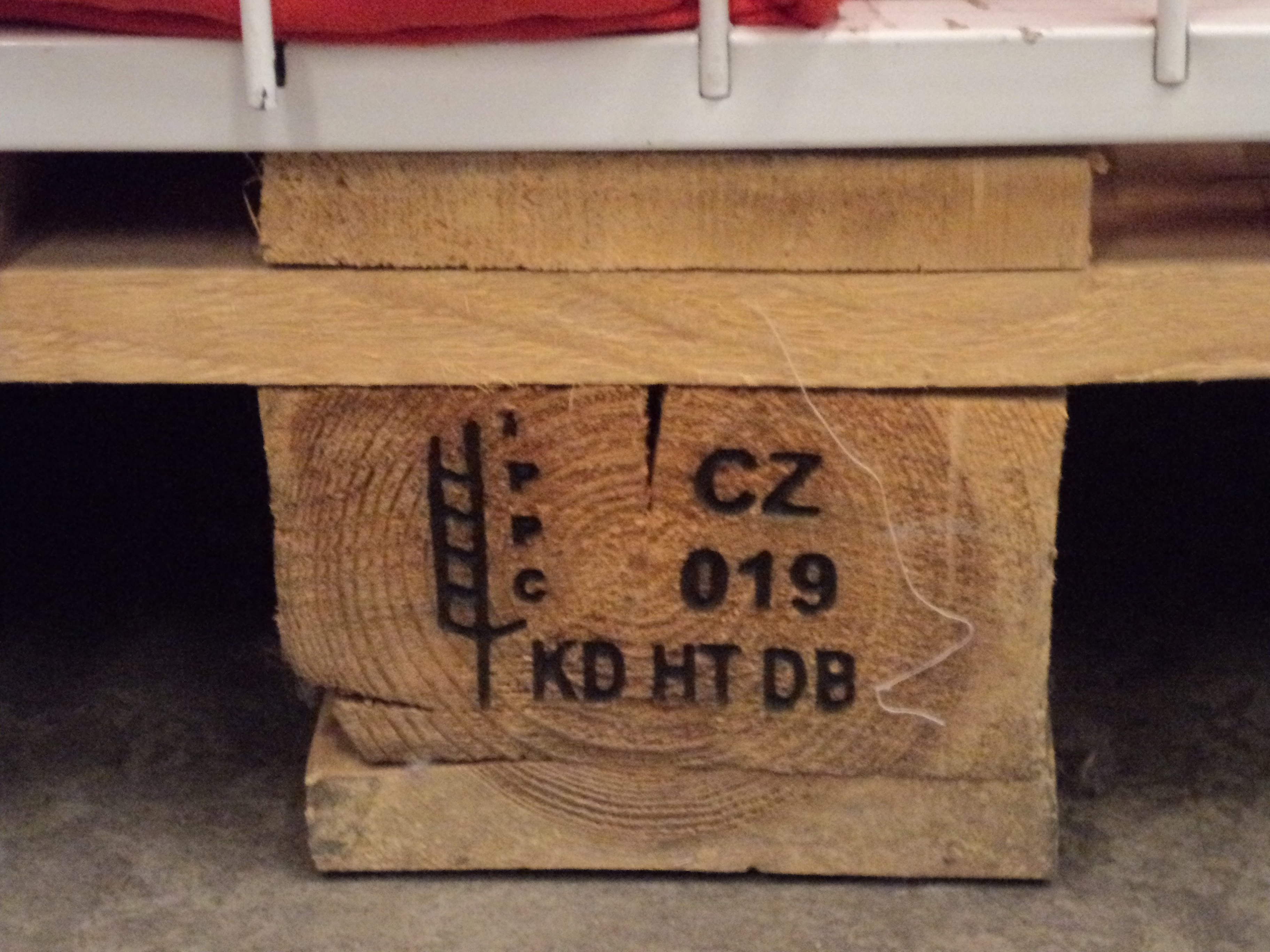
Palette marqué d'un KD, HT et DB.

Par ailleurs, comme l’écorçage du bois est maintenant obligatoire dans la norme NIMP 15, il n’est plus nécessaire d'utiliser le marquage « DB ». 
On peut voir également des palettes estampillées « KD », de l'anglais kiln-dried, séchées au four pour donner au bois une teneur en humidité en dessous de 20 %. 
Les emballages et les matériaux d'emballage fabriqués à partir de matériaux en bois, qui pour être transformés ont été encollés, chauffés ou pressés (comme les panneaux d'aggloméré, le contre-plaqué ou les feuilles de placage) ou qui sont issus de fibres de bois ou de sciures, ou encore de bois brut d'une épaisseur inférieure à 6 mm, n'entrent pas dans le champ d'application de la norme (conformément au système harmonisé de l'UE).

## Révision du NIMP 15

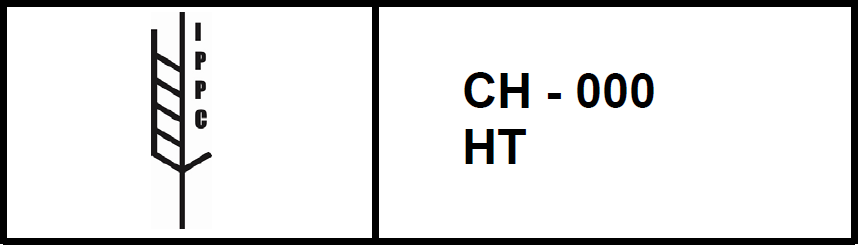
Exemple du logo qui s'applique en Suisse (« CH ») pour du bois traité thermiquement (« HT »).

La révision de la NIMP 15 (en 2009) à l'Annexe 1 exige que le bois utilisé pour la fabrication d'emballage en bois certifié NIMP 15 soit écorcé (distinct du bois sans écorce). NIMP 15 a été mis à jour pour adopter les règlements sur les restrictions d'écorce proposées par l'Union européenne en 2009. L'Australie met en effet des restrictions plus strictes pendant un an, avant de se conformer le 1er juillet 2010.